# Intelsat
Intelsat, Ltd. es un proveedor de satélites de comunicaciones.
Originalmente se formó como la Organización Internacional de Satélites de Telecomunicaciones (en inglés: International Telecommunications Satellite Organization, INTELSAT). Desde el 20 de agosto de 1964 (60 años), hasta 2001 fue una organización intergubernamental que prestaba servicios de retransmisión internacional.
En marzo de 2011, Intelsat opera una flota de 52 satélites de comunicaciones, lo que la convierte en la flota de satélites comerciales más grande del mundo. Entre ellos el satélite Intelsat 1R.
Los satélites Intelsat están situados en órbitas geoestacionarias sobre los océanos Atlántico, Pacífico e Índico. El primer satélite Intelsat, llamado Early Bird ("Pájaro madrugador"), fue puesto en órbita sobre el océano Atlántico en 1965. Son propiedad de una compañía internacional (Intelsat), con sede en Washington D. C..

## Satélites

### Retirados
| Nombre                        | Fabricante          | Vehículo de lanzamiento | Fecha de lanzamiento     | Estado                                                                                |
| ----------------------------- | ------------------- | ----------------------- | ------------------------ | ------------------------------------------------------------------------------------- |
| Intelsat I (Early Bird)       | Hughes              | Delta 30                | 6 de abril de 1965       | Retirado                                                                              |
| Intelsat II F-1 (Blue Bird)*  | Hughes              | Delta 42                | 26 de octubre de 1966**  | No se pudo alcanzar la órbita geoestacionaria por corto quemadura del motor de apogeo |
| Intelsat II F-2 (Lani Bird)   | Hughes              | Delta 44                | 11 de enero de 1967      | Retirado                                                                              |
| Intelsat II F-3 (Canary Bird) | Hughes              | Delta 47                | 23 de marzo de 1967      | Retirado                                                                              |
| Intelsat II F-4               | Hughes              | Delta 52                | 27 de septiembre de 1967 | Retirado                                                                              |
| Intelsat III F-1              | TRW                 | Delta 59                | 18 de septiembre de 1968 | Lanzamiento fallido                                                                   |
| Intelsat III F-2              | TRW                 | Delta 63                | 18 de diciembre de 1968  | Retirado                                                                              |
| Intelsat III F-3              | TRW                 | Delta 66                | 5 de febrero de 1969     | Retirado                                                                              |
| Intelsat III F-4              | TRW                 | Delta 68                | 21 de mayo de 1969       | Retirado                                                                              |
| Intelsat III F-5              | TRW                 | Delta 71                | 25 de julio de 1969      | Lanzamiento fallido                                                                   |
| Intelsat III F-6              | TRW                 | Delta 75                | 14 de enero de 1970      | Retirado                                                                              |
| Intelsat III F-7              | TRW                 | Delta 78                | 22 de abril de 1970      | Retirado                                                                              |
| Intelsat III F-8              | TRW                 | Delta 79                | 23 de julio de 1970 **   | De-orbited?                                                                           |
| Intelsat IV F-1               | Hughes              | Atlas-Centaur 35        | 22 de mayo de 1975       | Retirado                                                                              |
| Intelsat IV F-2               | Hughes              | Atlas-Centaur 25        | 25 de enero de 1971      | Retirado                                                                              |
| Intelsat IV F-3               | Hughes              | Atlas-Centaur 26        | 19 de diciembre de 1971  | Retirado                                                                              |
| Intelsat IV F-4               | Hughes              | Atlas-Centaur 28        | 22 de enero de 1972      | Retirado                                                                              |
| Intelsat IV F-5               | Hughes              | Atlas-Centaur 29        | 13 de junio de 1972      | Retirado                                                                              |
| Intelsat IV F-6               | Hughes              | Atlas-Centaur 33        | 20 de febrero de 1974    | Lanzamiento fallido                                                                   |
| Intelsat IV F-7               | Hughes              | Atlas-Centaur 31        | 23 de agosto de 1972     | Retirado                                                                              |
| Intelsat IV F-8               | Hughes              | Atlas-Centaur 32        | 21 de noviembre de 1974  | Retirado                                                                              |
| Intelsat IV-A F-1             | Hughes              | Atlas-Centaur 36        | 25 de septiembre de 1975 | Retirado                                                                              |
| Intelsat IV-A F-2             | Hughes              | Atlas-Centaur 37        | 29 de enero de 1976      | Retirado                                                                              |
| Intelsat IV-A F-3             | Hughes              | Atlas-Centaur 46        | 6 de enero de 1978       | Retirado                                                                              |
| Intelsat IV-A F-4             | Hughes              | Atlas-Centaur 36        | 26 de mayo de 1977       | Retirado                                                                              |
| Intelsat IV-A F-5             | Hughes              | Atlas-Centaur 43        | 29 de septiembre de 1977 | Lanzamiento fallido                                                                   |
| Intelsat IV-A F-6             | Hughes              | Atlas-Centaur 48        | 31 de marzo de 1978      | Retirado                                                                              |
| Intelsat V -501               | Ford Aerospace      | Atlas-Centaur 56        | 23 de mayo de 1981       | Retirado                                                                              |
| Intelsat V -502               | Ford Aerospace      | Atlas-Centaur 54        | 6 de diciembre de 1980   | Retirado                                                                              |
| Intelsat V -503               | Ford Aerospace      | Atlas-Centaur 55        | 15 de diciembre de 1981  | Retirado                                                                              |
| Intelsat V -504               | Ford Aerospace      | Atlas-Centaur 58        | 4 de marzo de 1982       | Retirado                                                                              |
| Intelsat V -505               | Ford Aerospace      | Atlas-Centaur 60        | 28 de septiembre de 1982 | Retirado                                                                              |
| Intelsat V -506               | Ford Aerospace      | Atlas-Centaur 61        | 19 de mayo de 1983       | Retirado                                                                              |
| Intelsat V -507               | Ford Aerospace      | Ariane 1 V7             | 18 de octubre de 1983    | Retirado                                                                              |
| Intelsat V -508               | Ford Aerospace      | Ariane 1 V8             | 4 de marzo de 1984       | Retirado                                                                              |
| Intelsat V -509               | Ford Aerospace      | Atlas G                 | 9 de junio de 1984       | Lanzamiento fallido                                                                   |
| Intelsat V -510               | Ford Aerospace      | Atlas G                 | 22 de marzo de 1985      | Retirado                                                                              |
| Intelsat V -511               | Ford Aerospace      | Atlas G                 | 29 de junio de 1985      | Retirado                                                                              |
| Intelsat V -512               | Ford Aerospace      | Atlas G                 | 28 de septiembre de 1985 | Retirado                                                                              |
| Intelsat V -513               | Ford Aerospace      | Ariane 2 V23            | 17 de mayo de 1988       | Retirado                                                                              |
| Intelsat V -514               | Ford Aerospace      | Ariane 2 V18            | 30 de mayo de 1986       | Lanzamiento fallido                                                                   |
| Intelsat V -515               | Ford Aerospace      | Ariane 2 V28            | 26 de enero de 1989      | Retirado                                                                              |
| Intelsat VI -601              | Hughes              | Ariane 44L V47          | 29 de octubre de 1991    | Retirado                                                                              |
| Intelsat VI -602              | Hughes              | Ariane 44L V34          | 27 de octubre de 1989    | Retirado                                                                              |
| Intelsat VI -603              | Hughes              | Commercial Titan III    | 14 de marzo de 1990**    | Nave espacial exitosamente reimpulsada durante la Misión STS-49, 7 de mayo de 1992    |
| Intelsat VI -604              | Hughes              | Commercial Titan III    | 23 de junio de 1990      | Retirado                                                                              |
| Intelsat VI -605              | Hughes              | Ariane 4 V45            | 14 de agosto de 1991     | Retirado                                                                              |
| Intelsat K                    | GE                  | Atlas IIA (AC-105)      | 9 de junio de 1992       | Retirado                                                                              |
| Intelsat VII-702              | Space Systems Loral | Ariane 44LP V64         | 17 de junio de 1994      |                                                                                       |
| Intelsat VII-703              | Space Systems Loral | Atlas IIA (AC-111)      | 6 de octubre de 1994     |                                                                                       |
| Intelsat VII-704              | Space Systems Loral | Atlas IIA (AC-113)      | 10 de enero de 1995      | Retirado                                                                              |
| Intelsat VII-706              | Space Systems Loral | Ariane 44LP V73         | 17 de mayo de 1995       | ?                                                                                     |
| Intelsat VII-708              | Space Systems Loral | Long March 3B           | 15 de febrero de 1996    | Fallo en el vehículo de lanzamiento                                                   |

NOTAS: * la "F" denota la versión de vuelo (en inglés: flight). Los primeros satélites de Intelsat fueron diseñados y fabricados como copias idénticas, donde el número de vuelo, por ejemplo Flight-2 (F-2) era usado para diferenciar los distintos satélites de la serie.
** Titan en la etapa superior no se pudo liberar.

### Activos
| Nombre                          | Fabricante                         | Tipo de satélite | Localización orbital | Vehículo de lanzamiento  | Fecha de lanzamiento     |
| ------------------------------- | ---------------------------------- | ---------------- | -------------------- | ------------------------ | ------------------------ |
| Intelsat 701                    | Space Systems Loral                |                  | 180.0°E              | Ariane 44LP V60          | 22 de octubre de 1993    |
| Intelsat 705                    | Space Systems Loral                |                  | 50.0°W               | Atlas IIA (AC-115)       | 22 de marzo de 1995      |
| Intelsat 707                    | Space Systems Loral                |                  | 53.0°W               | Ariane 44LP V84          | 14 de marzo de 1996      |
| Intelsat 709                    | Space Systems Loral                |                  | 85.2°E               | Ariane 44P V87           | 15 de junio de 1996      |
| Intelsat 801                    | Lockheed Martin                    | LM-3000          | 31.5°W               | Ariane 44P V94           | 28 de febrero de 1997    |
| Intelsat 802                    | Lockheed Martin                    | LM-3000          | 32.9°E               | Ariane 4 V96             | 25 de junio de 1997      |
| Intelsat 803                    | Lockheed Martin                    | LM-3000          |                      | Ariane 4 V100            | 23 de septiembre de 1997 |
| Intelsat 804                    | Lockheed Martin                    | LM-3000          |                      | Ariane 4 V104            | 21 de diciembre de 1997  |
| Intelsat 805                    | Lockheed Martin                    | LM-3000          | 55.5°W               | Atlas IIA (AC-153)       | 18 de junio de 1998      |
| Intelsat 806                    | Lockheed Martin                    | LM-3000          |                      | Atlas IIA (AC-151        | 27 de febrero de 1998    |
| Intelsat 901                    | Space Systems Loral                | FS-1300          | 18.0°W               | Ariane 44L-3 V141        | 9 de junio de 2001       |
| Intelsat 902                    | Space Systems Loral                | FS-1300          | 62.0°E               | Ariane 44L-3 V143        | 29 de agosto de 2001     |
| Intelsat 903                    | Space Systems Loral                | FS-1300          | 34.5°W               | Proton-K/Block DM-3 #28L | 30 de marzo de 2002      |
| Intelsat 904                    | Space Systems Loral                | FS-1300          | 60.0°E               | Ariane 44L V148          | 23 de febrero de 2002    |
| Intelsat 905                    | Space Systems Loral                | FS-1300          | 24.5°W               | Ariane 44L V152          | 6 de junio de 2002       |
| Intelsat 906                    | Space Systems Loral                | FS-1300          | 64.2°E               | Ariane 44L V154          | 6 de septiembre de 2002  |
| Intelsat 907                    | Space Systems Loral                | FS-1300          | 27.5°W               | Ariane 44L V159          | 15 de febrero de 2003    |
| Intelsat 10-02                  | Astrium                            | Eurostar E3000   | 1.0°W                | Proton-M/Briz-M          | 16 de junio de 2004      |
| Galaxy 28 (Intelsat Americas-8) | Space Systems Loral                | FS-1300          | 89.0°W               | Sea Launch Zenit-3SL     | 23 de junio de 2005      |
| Galaxy 16 (PanAmSat 16)         | Space Systems Loral                | FS-1300          | 99.0°W               | Sea Launch Zenit-3SL     | 18 de junio de 2006      |
| Galaxy 17                       | Alcatel                            | FS-1300          | 91.0°W               | Ariane 5-ECA V176        | 5 de mayo de 2007        |
| Galaxy 25                       |                                    |                  | 93.5°W               | Proton-K/Block DM-4      | 24 de mayo de 1997       |
| Intelsat 11                     | Orbital Sciences                   | Star-2           | 43.1°W               | Ariane 5GS V178          | 5 de octubre de 2007     |
| Horizons-2                      | Orbital Sciences                   | Star-2           | 74.0°W               | Ariane 5GS V180          | 21 de diciembre de 2007  |
| Galaxy 18 (PanAmSat Galaxy 18)  | Space Systems Loral                | FS-1300          | 123.0°W              | Sea Launch Zenit-3SL     | 21 de mayo de 2008       |
| Galaxy 19 (Intelsat Americas 9) | Space Systems Loral                | FS-1300          | 97.0°W               | Sea Launch Zenit-3SL     | 24 de septiembre de 2008 |
| Intelsat 14                     | Space Systems Loral                | FS-1300          | 315° EL              | Atlas V 431              | 24 de noviembre de 2009  |
| Intelsat 15                     | Orbital Sciences Corp              | Star 2           | 85° EL               | Land Launch Zenit-3SL    | 30 de noviembre de 2009  |
| Intelsat 16                     | Orbital Sciences Corp              | Star-2           | 58 West              | Proton                   | 12 de febrero de 2010    |
| Intelsat 17                     | Space Systems Loral                | FS-1300          | 66 East              | Ariane 5ECA V198         | 26 de noviembre de 2010  |
| Intelsat New Dawn               | Orbital Sciences Corporation (OSC) | Star-2.4 Bus     | 32.8°E               | Ariane 5                 | 22 de abril de 2011      |
| Intelsat 18                     | Orbital Sciences Corporation (OSC) | Star-2.4 Bus     | 180 East             | Zenit-3SLB               | 5 de octubre de 2011     |
| Intelsat 22                     | Boeing Space 702MP                 | BSS-702MP        | 72.1 east            | Proton-M                 | 25 de marzo de 2012      |
| Intelsat 19                     | Space Systems Loral                | SS/L-1300        | 166 East             | Zenit-3SL                | 1 de junio de 2012       |
| Intelsat 21                     | Boeing Satellite Systems           | BSS - 702MP      | 58° W                | Zenit-3SL                | 19 de agosto de 2012     |
| Intelsat 23                     |                                    |                  |                      |                          |                          |
| Intelsat 1R                     |                                    |                  |                      |                          |                          |
| Intelsat 9                      |                                    |                  |                      |                          |                          |
| Intelsat 30 - DLA-1             |                                    |                  |                      |                          | 16 de octubre de 2014    |
| Intelsat 31 - DLA-2             |                                    |                  |                      |                          | 9 de junio de 2016       |

NOTAS: * Intelsat 19 no se desplegó uno de los dos paneles solares en el siguiente día del lanzamiento.
*
- Instelsat 21 Está situado sobre América en la longitud 302° este, desde donde ofrecerá servicios de transmisión de datos y televisión, reemplazando al Intelsat 9.